# 言几又

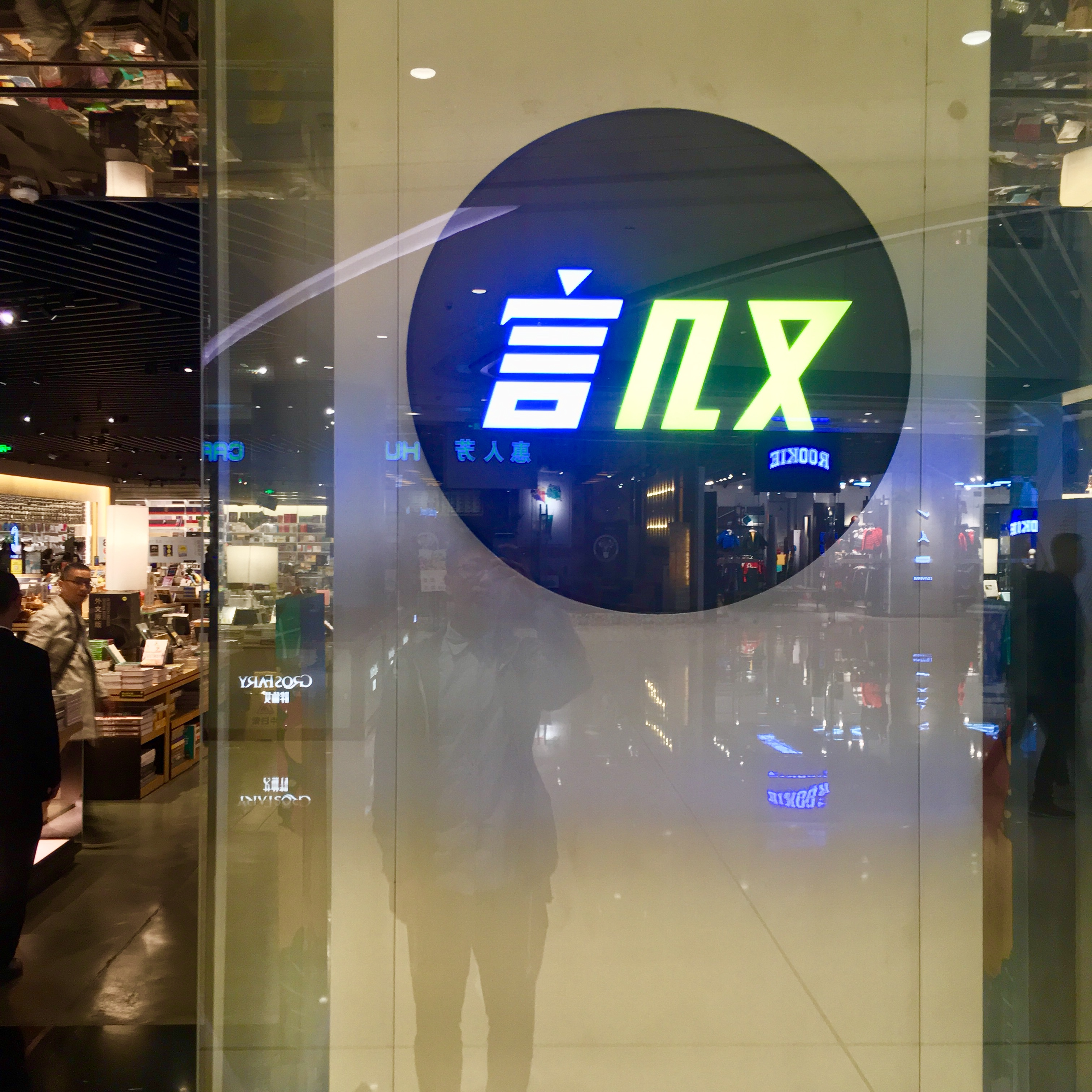
言几又标志（于成都IFS店）

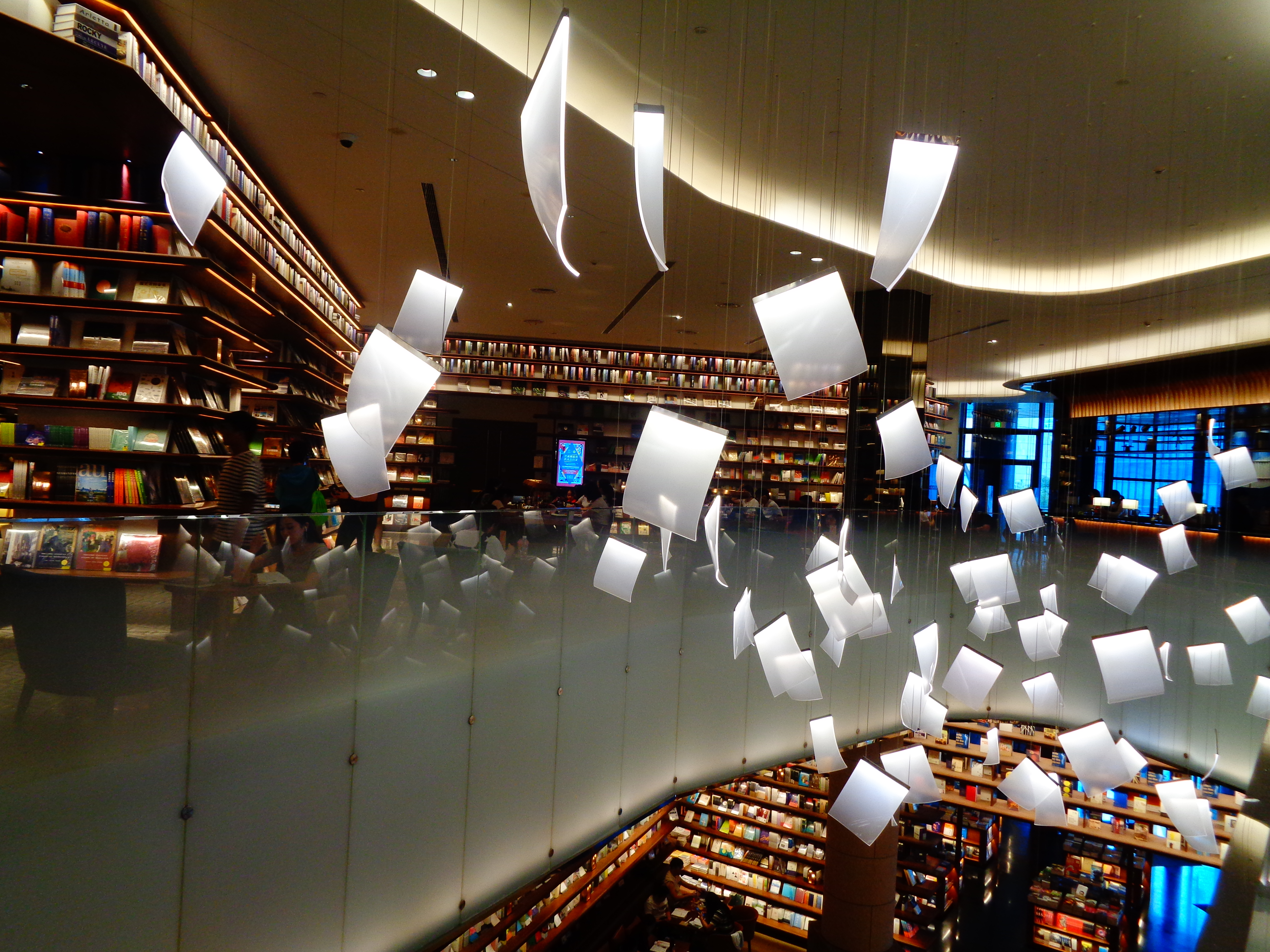
西安市雁塔区锦业路与丈八二路交叉口言几又迈科旗舰中心(现为茑屋书店)

言几又原名今日阅读，是总部设在四川省的一个中华人民共和国民营连锁书店品牌，下有言几又、今日阅读等多个书店子品牌。言几又的前身今日阅读在2006年成立，2014年言几又于北京开出首家店面，后在中国大陆各大城市迅速扩张，现已拥有数十家店面。言几又门店往往采用较为独特的设计，经营书籍售卖、文创周边、咖啡馆甚至简餐等业态，意图将自身定位为“城市文化综合体”。言几又在一定程度上推动了中国大陆实体书店渡过2010年前后的低谷期并走向复苏，但另一方面，其过分强调文创产品、饮食等“副业”也遭致了一些读者认为其“不务正业”的批评。
2022年下半年，言幾又書店被曝面臨經營困境，截至2023年2月初，北京、天津、重慶、深圳、上海等地門店均已結業。

## 历史

### 今日阅读时代
- 2006年，今日阅读书店首店在成都开业
- 2006-2010年，今日阅读一度达到60余店，分布于成都、重庆、西安、昆明及其他四川城市
- 2010-2012年，今日阅读品牌旗下社区书店纷纷因书店产业不景气关闭，8家大型店面对复合书店形式开始了探索[6]

### 言几又时代
- 2013年，今日阅读建立“言几又”品牌
- 2014年，言几又首店在北京中关村开业
- 2015年4月14日，言几又获得星瀚资本、京东金融的2600万元人民币A轮融资
- 2015年5月27日，言几又首家标准店在成都凯德·天府开业
- 2016年9月26日，言几又子品牌“言几又·见”首店开业
- 2017年11月，言几又完成盛世资本领投的1.2亿元人民币B轮融资[7]

## 特点
言几又书店不同于传统单一形态书店，以结合了文创产品、咖啡餐饮、店中店甚至超市、健身房的复合业态为特点。

## 店面分布

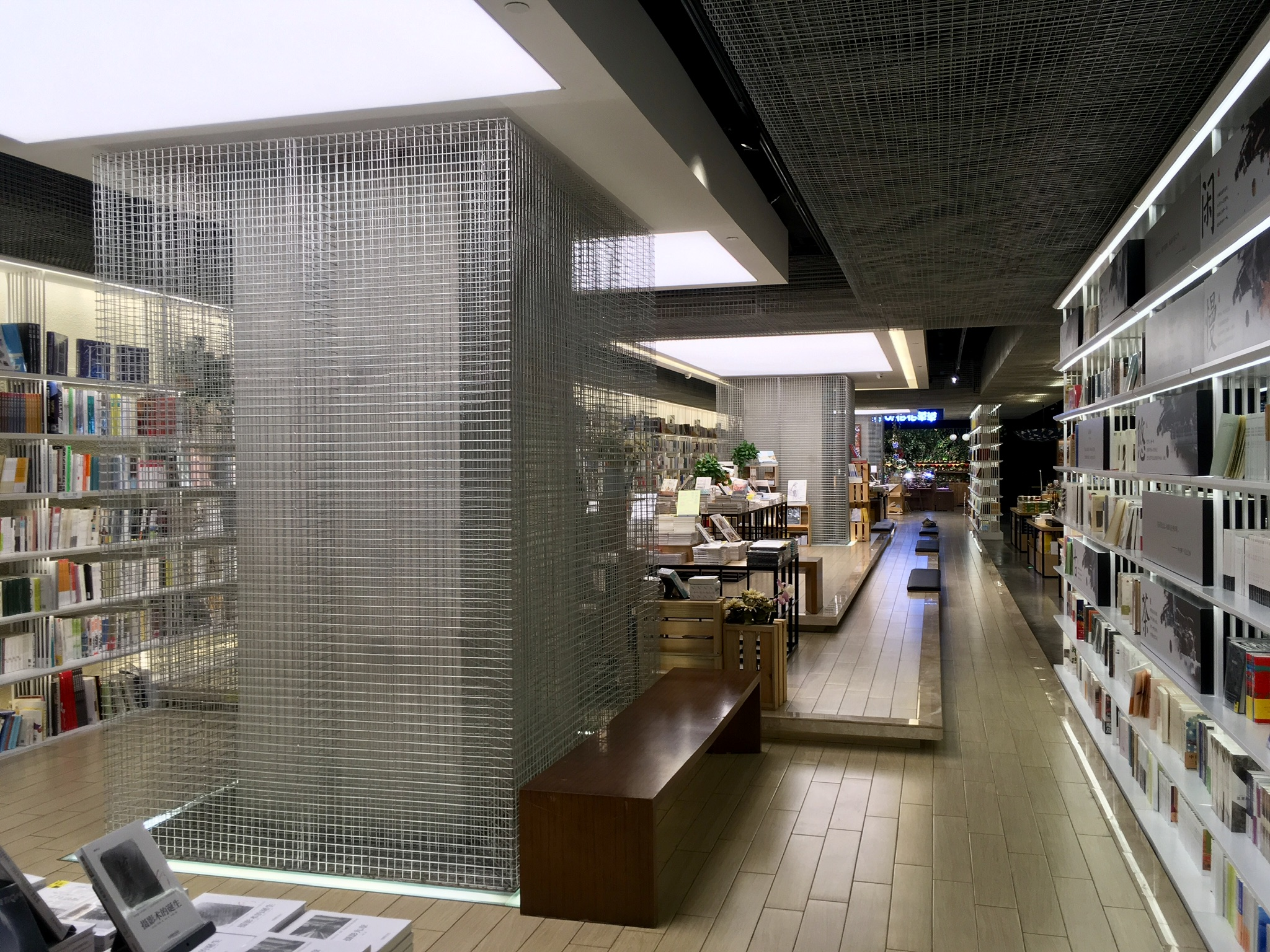
言几又成都IFS店

言几又在四川盆地多个城市拥有“今日阅读”书店；言几又书店已拥有数十店面，遍布北京、杭州、成都等中国大陆都会城市。

## 外部連接
- 官方网站 （页面存档备份，存于）